# سلطان بن علي العرادة
سلطان بن علي مبخوت العرادة (1958- ) محافظ محافظة مأرب ولواء في الجيش اليمني ونائب سابق في البرلمان اليمني، انخرط في العمل السياسي منذ أواخر السبعينيات، عضو لجنة التصحيح التي أسسها الرئيس السابق إبراهيم الحمدي. وهو خريج كلية الآداب بجامعة صنعاء. تم اختياره عضوا في مجلس القيادة الرئاسي في 7 أبريل 2022.

## المناصب
- عضو اللجنة الدائمة عن المؤتمر الشعبي العام 22 أغسطس 1996م.
- عضو مجلس الشورى في عام 1987م.
- عضو مجلس النواب في دورتين انتخابيتين 1993م ـ 1997م وكان مرشحاً توافقياً للأحزاب السياسية الفاعلة.
- محافظ محافظة مأرب 6 أبريل 2012م.
- عضو مجلس القيادة الرئاسي 7 أبريل 2022م.[2]
- أحد كبار مشايخ قبيلة عبيدة